# Kalyani M4
Kalyani M4 — індійський бронеавтомобіль. Це ліцензійна версія машини Mbombe 4 південноафриканської збройової фірми Paramount Group, пристосований для індійських умов компанією Bharat Forge, що належить до Kalyani Group . Виготовляється на заводі компанії в Пуне. Це багатоцільова броньована машина, яка буде використовуватися для транспортування військ у високогірних регіонах .

## Опис
Kalyani M4 розроблено переважно як транспортний засіб для екстракції та захисту пасажирів. Його конструкція передбачає високу швидкість і швидку маневреність.
Автомобіль має балістичний і вибуховий захист від саморобних вибухових пристроїв і придорожніх бомб завдяки своїй конструкції, яка побудована на монококовому корпусі з плоскою підлогою . Він може витримати три 10-кілограмові тротилові заряди під колеса та 50-кілограмові бокові вибухи . Вага з усією бронею становить 16 тонн.
Двигун 6-циліндровий дизельний з турбонаддувом, який розрахований на 465 к.с. і крутний момент 1627 Нм. Машина може долати 60-градусний нахил, 30-градусний бічний нахил і водойми глибиною до 1,2 м. Має корисне навантаження 2,3 т і може перевозити до 8 осіб. Максимальна швидкість — 140 км/год, запас ходу — 800 км .

## Оператори
- Індія — на тлі прикордонного конфілкіту з Китаєм, індійська армія після проведення випробувань у Ладакху подала замовлення на екстрену закупівлю цих транспортних засобів за контрактом на суму ₹177,95 крор ($23,6 млн). За словами джерел у відомстві оборони та безпеки, екстрене замовлення стосується невеликої кількості цієї техніки, але планується і подальша закупівля [2].